# Lista över olympiska medaljörer i fristil i brottning
Det här är en komplett lista över olympiska medaljörer i fristil i brottning från 1904 till 2008. 

## Nuvarande program

### Herrar

#### Fjädervikt
- -61.33 kg (1904)
- -60.30 kg (1908)
- -61 kg (1920–1936)
- -62 kg (1972–1996)
- -63 kg (1948–1968, 2000)
- -60 kg (2004–idag)

| Klass               | Guld                                   | Silver                                 | Brons                                  |
| St Louis 1904       | Benjamin Bradshaw · USA                | Theodore McLear · USA                  | Charles Clapper · USA                  |
| London 1908         | George Dole · USA                      | James Slim · Storbritannien            | William McKie · Storbritannien         |
| Stockholm 1912      | Ingick inte i det olympiska programmet | Ingick inte i det olympiska programmet | Ingick inte i det olympiska programmet |
| Antwerpen 1920      | Charles Ackerly · USA                  | Sam Gerson · USA                       | Philip Bernard · Storbritannien        |
| Paris 1924          | Robin Reed · USA                       | Chester Newton · USA                   | Katsutoshi Naito · Japan               |
| Amsterdam 1928      | Allie Morrison · USA                   | Kustaa Pihlajamäki · Finland           | Hans Minder · Schweiz                  |
| Los Angeles 1932    | Hermanni Pihlajamäki · Finland         | Edgar Nemir · USA                      | Einar Karlsson · Sverige               |
| Berlin 1936         | Kustaa Pihlajamäki · Finland           | Francis Millard · USA                  | Gösta Frändfors · Sverige              |
| London 1948         | Gazanfer Bilge · Turkiet               | Ivar Sjölin · Sverige                  | Adolf Müller · Schweiz                 |
| Helsingfors 1952    | Bayram Sit · Turkiet                   | Nasser Givehchi · Iran                 | Josiah Henson · USA                    |
| Melbourne 1956      | Shozo Sasahara · Japan                 | Joseph Mewis · Belgien                 | Erkki Penttilä · Finland               |
| Rom 1960            | Mustafa Dağıstanlı · Turkiet           | Stantjo Ivanov · Bulgarien             | Vladimir Rubashvili · Sovjetunionen    |
| Tokyo 1964          | Osamu Watanabe · Japan                 | Stantjo Kolev · Bulgarien              | Nodar Khokhashvili · Sovjetunionen     |
| Mexico City 1968    | Masaaki Kaneko · Japan                 | Enju Todorov · Bulgarien               | Shamseddin Seyed-Abbasi · Iran         |
| München 1972        | Zagalav Abdulbekov · Sovjetunionen     | Vehbi Akdağ · Turkiet                  | Ivan Krastev · Bulgarien               |
| Montréal 1976       | Yang Jung-Mo · Sydkorea                | Zevegiin Oidov · Mongoliet             | Gene Davis · USA                       |
| Moskva 1980         | Magomet-Gasan Abusjev · Sovjetunionen  | Micho Dukov · Bulgarien                | Georgios Hatziioannidis · Grekland     |
| Los Angeles 1984    | Randall Lewis · USA                    | Kosei Akaishi · Japan                  | Lee Jung-Keun · Sydkorea               |
| Seoul 1988          | John Smith · USA                       | Stepan Sarkisjan · Sovjetunionen       | Simeon Sjterev · Bulgarien             |
| Barcelona 1992      | John Smith · USA                       | Askari Mohammadian · Iran              | Lázaro Reinoso · Kuba                  |
| Atlanta 1996        | Tom Brands · USA                       | Jang Jae-Sung · Sydkorea               | Elbrus Tedejev · Ukraina               |
| Sydney 2000         | Murad Umachanov · Ryssland             | Serafim Barzakov · Bulgarien           | Jang Jae-Sung · Sydkorea               |
| Athen 2004          | Yandro Quintana · Kuba                 | Masoud Mostafa-Jokar · Iran            | Kenji Inoue · Japan                    |
| Peking 2008         | Mavlet Batirov · Ryssland              | Vasyl Fedorysjyn · Ukraina             | Morad Mohammadi · Iran                 |
| Peking 2008         | Mavlet Batirov · Ryssland              | Vasyl Fedorysjyn · Ukraina             | Kenichi Yumoto · Japan                 |
| London 2012         | Toghrul Asgarov (AZE)                  | Besik Kuduchov (RUS)                   | Coleman Scott (USA)                    |
| London 2012         | Toghrul Asgarov (AZE)                  | Besik Kuduchov (RUS)                   | Yogeshwar Dutt (IND)                   |
| Rio de Janeiro 2016 | Vladimer Chintjegasjvili (GEO)         | Rei Higuchi (JPN)                      | Haji Alijev (AZE)                      |
| Rio de Janeiro 2016 | Vladimer Chintjegasjvili (GEO)         | Rei Higuchi (JPN)                      | Hassan Rahimi (IRI)                    |

#### Weltervikt
- -71.67 kg (1904)
- -72 kg (1920–1936)
- -73 kg (1948–1960)
- -78 kg (1964–1996)
- -76 kg (2000)
- -74 kg (2004–idag)

| Klass               | Guld                                   | Silver                                 | Brons                                  |
| St Louis 1904       | Charles Ericksen · USA                 | William Beckmann · USA                 | Jerry Winholtz · USA                   |
| 1908-1912           | Ingick inte i det olympiska programmet | Ingick inte i det olympiska programmet | Ingick inte i det olympiska programmet |
| Paris 1924          | Hermann Gehri · Schweiz                | Eino Leino · Finland                   | Otto Müller · Schweiz                  |
| Amsterdam 1928      | Arvo Haavisto · Finland                | Lloyd Appleton · USA                   | Maurice Letchford · Kanada             |
| Los Angeles 1932    | Jack van Bebber · USA                  | Daniel MacDonald · Kanada              | Eino Leino · Finland                   |
| Berlin 1932         | Frank Lewis · USA                      | Thure Andersson · Sverige              | Joe Schleimer · Kanada                 |
| London 1948         | Yaşar Doğu · Turkiet                   | Dick Garrard · Australien              | Leland Merrill · USA                   |
| Helsingfors 1952    | William Smith · USA                    | Per Berlin · Sverige                   | Abdollah Mojtabavi · Iran              |
| Melbourne 1956      | Mitsuo Ikeda · Japan                   | Ibrahim Zengin · Turkiet               | Vakhtang Balavadze · Sovjetunionen     |
| Rom 1960            | Douglas Blubaugh · USA                 | İsmail Ogan · Turkiet                  | Muhammad Bashir · Pakistan             |
| Tokyo 1964          | İsmail Ogan · Turkiet                  | Guliko Sagaradze · Sovjetunionen       | Mohammad Ali Sanatkaran · Iran         |
| Mexico City 1968    | Mahmut Atalay · Turkiet                | Daniel Robin · Frankrike               | Tömöriin Artag · Mongoliet             |
| München 1972        | Wayne Wells · USA                      | Jan Karlsson · Sverige                 | Adolf Seger · Västtyskland             |
| Montréal 1976       | Jiichiro Date · Japan                  | Mansour Barzegar · Iran                | Stanley Dziedzic · USA                 |
| Moskva 1980         | Valentin Raychev · Bulgarien           | Jamtsyn Davaajav · Mongoliet           | Dan Karabin · Tjeckoslovakien          |
| Los Angeles 1984    | David Schultz · USA                    | Martin Knosp · Västtyskland            | Šaban Sejdi · Jugoslavien              |
| Seoul 1988          | Kenny Monday · USA                     | Adlan Varayev · Sovjetunionen          | Rahmat Sofiadi · Bulgarien             |
| Barcelona 1992      | Park Jang-Soon · Sydkorea              | Kenny Monday · USA                     | Amir Reza Khadem · Iran                |
| Atlanta 1996        | Buvaisar Saitiev · Ryssland            | Park Jang-Soon · Sydkorea              | Takuya Ota · Japan                     |
| Sydney 2000         | Brandon Slay · USA                     | Moon Eui-Jae · Sydkorea                | Adem Bereket · Turkiet                 |
| Athen 2004          | Buvaisar Saitiev · Ryssland            | Gennadiy Laliyev · Kazakstan           | Iván Fundora · Kuba                    |
| Peking 2008         | Buvaisar Saitiev · Ryssland            | Soslan Tigiev · Uzbekistan             | Murad Gaidarov · Vitryssland           |
| Peking 2008         | Buvaisar Saitiev · Ryssland            | Soslan Tigiev · Uzbekistan             | Kiril Terziev · Bulgarien              |
| London 2012         | Jordan Burroughs (USA)                 | Sadegh Goudarzi (IRI)                  | Soslan Tigiev (UZB)                    |
| London 2012         | Jordan Burroughs (USA)                 | Sadegh Goudarzi (IRI)                  | Denis Tsargusj (RUS)                   |
| Rio de Janeiro 2016 | Soslan Ramonov (RUS)                   | Toghrul Asgarov (AZE)                  | Frank Chamizo Marquez (ITA)            |
| Rio de Janeiro 2016 | Soslan Ramonov (RUS)                   | Toghrul Asgarov (AZE)                  | Ikhtiyor Navruzov (UZB)                |

#### Mellanvikt
- -73 kg (1908)
- -75 kg (1920)
- -79 kg (1924–1960)
- -87 kg (1964–1968)
- -82 kg (1972–1996)
- -85 kg (2000)
- -84 kg (2004–idag)

| Klass               | Guld                                   | Silver                                 | Brons                                  |
| London 1908         | Stanley Bacon · Storbritannien         | George de Relwyskow · Storbritannien   | Frederick Beck · Storbritannien        |
| Stockholm 1912      | Ingick inte i det olympiska programmet | Ingick inte i det olympiska programmet | Ingick inte i det olympiska programmet |
| Antwerpen 1920      | Eino Leino · Finland                   | Väinö Penttala · Finland               | Charley Johnson · USA                  |
| Paris 1924          | Fritz Hagmann · Schweiz                | Pierre Ollivier · Belgien              | Vilho Pekkala · Finland                |
| Amsterdam 1928      | Ernst Kyburz · Schweiz                 | Donald Stockton · Kanada               | Samuel Rabin · Storbritannien          |
| Los Angeles 1932    | Ivar Johansson · Sverige               | Kyösti Luukko · Finland                | József Tunyogi · Ungern                |
| Berlin 1936         | Emile Poilvé · Frankrike               | Richard Voliva · USA                   | Ahmet Kireççi · Turkiet                |
| London 1948         | Glen Brand · USA                       | Adil Candemir · Turkiet                | Erik Lindén · Sverige                  |
| Helsingfors 1952    | David Tsjimakuridze · Sovjetunionen    | Gholamreza Takhti · Iran               | György Gurics · Ungern                 |
| Melbourne 1956      | Nikola Stantjev · Bulgarien            | Daniel Hodge · USA                     | Georgij Schirtladze · Sovjetunionen    |
| Rom 1960            | Hasan Güngör · Turkiet                 | Georgij Schirtladze · Sovjetunionen    | Hans Antonsson · Sverige               |
| Tokyo 1964          | Prodan Gardzjev · Bulgarien            | Hasan Güngör · Turkiet                 | Daniel Brand · USA                     |
| Mexico City 1968    | Boris Gurevitj · Sovjetunionen         | Jigjidiin Mönkhbat · Mongoliet         | Prodan Gardzjev · Bulgarien            |
| München 1972        | Levan Tediasjvili · Sovjetunionen      | John Peterson · USA                    | Vasile Iorga · Rumänien                |
| Montréal 1976       | John Peterson · USA                    | Viktor Novozjilov · Sovjetunionen      | Adolf Seger · Västtyskland             |
| Moskva 1980         | Ismail Abilov · Bulgarien              | Magomedchan Aratsilov · Sovjetunionen  | István Kovács · Ungern                 |
| Los Angeles 1984    | Mark Schultz · USA                     | Hideyuki Nagashima · Japan             | Christopher Rinke · Kanada             |
| Seoul 1988          | Han Myung-Woo · Sydkorea               | Necmi Gençalp · Turkiet                | Jozef Lohyňa · Tjeckoslovakien         |
| Barcelona 1992      | Kevin Jackson · USA                    | Elmadi Jabrailov · OSS                 | Rasoul Khadem · Iran                   |
| Atlanta 1996        | Chadzjimurad Magomedov · Ryssland      | Yang Hyun-Mo · Sydkorea                | Amir Reza Khadem · Iran                |
| Sydney 2000         | Adam Sajtjev · Ryssland                | Yoel Romero · Kuba                     | Mogamed Ibragimov · Makedonien         |
| Athen 2004          | Cael Sanderson · USA                   | Moon Eui-Jae · Sydkorea                | Sazjid Sazjidov · Ryssland             |
| Peking 2008         | Revazi Mindorasjvili · Georgien        | Jusup Abdusalomov · Tadzjikistan       | Taras Danko · Ukraina                  |
| Peking 2008         | Revazi Mindorasjvili · Georgien        | Jusup Abdusalomov · Tadzjikistan       | Georgij Ketojev · Ryssland             |
| London 2012         | Sjarif Sjarifov (AZE)                  | Jaime Espinal (PUR)                    | Dato Marsagisjvili (GEO)               |
| London 2012         | Sjarif Sjarifov (AZE)                  | Jaime Espinal (PUR)                    | Ehsan Lashgari (IRI)                   |
| Rio de Janeiro 2016 | Hassan Yazdani (IRI)                   | Aniuar Geduev (RUS)                    | Jabrajil Hasanov (AZE)                 |
| Rio de Janeiro 2016 | Hassan Yazdani (IRI)                   | Aniuar Geduev (RUS)                    | Soner Demirtaş (TUR)                   |

#### Lätt tungvikt
- -80 kg (1920)
- -87 kg (1924–1960)
- -97 kg (1964–1968)
- -90 kg (1972–1996)

| Klass               | Guld                                 | Silver                           | Brons                          |
| Antwerpen 1920      | Anders Larsson · Sverige             | Charles Courant · Schweiz        | Walter Maurer · USA            |
| Paris 1924          | John Spellman · USA                  | Rudolf Svensson · Sverige        | Charles Courant · Schweiz      |
| Amsterdam 1928      | Thure Sjöstedt · Sverige             | Arnold Bögli · Schweiz           | Henri Lefèbre · Frankrike      |
| Los Angeles 1932    | Peter Mehringer · USA                | Thure Sjöstedt · Sverige         | Eddie Scarf · Australien       |
| Berlin 1936         | Knut Fridell · Sverige               | August Neo · Estland             | Erich Siebert · Tyskland       |
| London 1948         | Henry Wittenberg · USA               | Fritz Stöckli · Schweiz          | Bengt Fahlqvist · Sverige      |
| Helsingfors 1952    | Viking Palm · Sverige                | Henry Wittenberg · USA           | Adil Atan · Turkiet            |
| Melbourne 1956      | Gholamreza Takhti · Iran             | Boris Kulajev · Sovjetunionen    | Peter Blair · USA              |
| Rom 1960            | Ismet Atli · Turkiet                 | Gholamreza Takhti · Iran         | Anatolij Albul · Sovjetunionen |
| Tokyo 1964          | Aleksandr Medved · Sovjetunionen     | Ahmet Ayık · Turkiet             | Said Mustafov · Bulgarien      |
| Mexico City 1968    | Ahmet Ayık · Turkiet                 | Shota Lomidze · Sovjetunionen    | József Csatári · Ungern        |
| München 1972        | Ben Peterson · USA                   | Gennadi Strachov · Sovjetunionen | Károly Bajkó · Ungern          |
| Montréal 1976       | Levan Tediasjvili · Sovjetunionen    | Ben Peterson · USA               | Stelică Morcov · Rumänien      |
| Moskva 1980         | Sanasar Oganisijan · Sovjetunionen   | Uwe Neupert · Östtyskland        | Aleksander Cichoń · Polen      |
| Los Angeles 1984    | Ed Banach · USA                      | Akira Ota · Japan                | Noel Loban · Storbritannien    |
| Seoul 1988          | Macharbek Chadartsev · Sovjetunionen | Akira Ota · Japan                | Kim Tae-Woo · Sydkorea         |
| Barcelona 1992      | Macharbek Chadartsev · OSS           | Kenan Şimşek · Turkiet           | Christopher Campbell · USA     |
| Atlanta 1996        | Rasoul Khadem · Iran                 | Macharbek Chadartsev · Ryssland  | Eldar Kurtanidze · Georgien    |
| Rio de Janeiro 2016 | Abdulrasjid Sadulajev (RUS)          | Selim Yaşar (TUR)                | Sjarif Sjarifov (AZE)          |
| Rio de Janeiro 2016 | Abdulrasjid Sadulajev (RUS)          | Selim Yaşar (TUR)                | J'den Cox (USA)                |

#### Tungvikt
- +71.67 kg (1904)
- +73 kg (1908)
- +82.5 kg (1920)
- +87 kg (1924–1960)
- +97 kg  (1964–1968)
- -100 kg (1972–1996)
- -97 kg (2000)
- -96 kg (2004–idag)

| Klass               | Guld                                   | Silver                                 | Brons                                  |
| St Louis 1904       | Bernhoff Hansen · USA                  | Frank Kugler · USA                     | Fred Warmbold · USA                    |
| London 1908         | Con O'Kelly · Storbritannien           | Jacob Gundersen · Norge                | Edward Barrett · Storbritannien        |
| Stockholm 1912      | Ingick inte i det olympiska programmet | Ingick inte i det olympiska programmet | Ingick inte i det olympiska programmet |
| Antwerpen 1920      | Robert Roth · Schweiz                  | Nat Pendleton · USA                    | Fred Meyer · USA                       |
| Antwerpen 1920      | Robert Roth · Schweiz                  | Nat Pendleton · USA                    | Ernst Nilsson · Sverige                |
| Paris 1924          | Harry Steel · USA                      | Henri Wernli · Schweiz                 | Andrew McDonald · Storbritannien       |
| Amsterdam 1928      | Johan Richthoff · Sverige              | Aukusti Sihvola · Finland              | Edmond Dame · Frankrike                |
| Los Angeles 1932    | Johan Richthoff · Sverige              | Jack Riley · USA                       | Nikolaus Hirschl · Österrike           |
| Berlin 1936         | Kristjan Palusalu · Estland            | Josef Klapuch · Tjeckoslovakien        | Hjalmar Nyström · Finland              |
| London 1948         | Gyula Bóbis · Ungern                   | Bertil Antonsson · Sverige             | Joseph Armstrong · Australien          |
| Helsingfors 1952    | Arsen Mekokisjvili · Sovjetunionen     | Bertil Antonsson · Sverige             | Kenneth Richmond · USA                 |
| Melbourne 1956      | Hamit Kaplan · Turkiet                 | Hussein Mehmedov · Bulgarien           | Taisto Kangasniemi · Finland           |
| Rom 1960            | Wilfried Dietrich · Tyskland           | Hamit Kaplan · Turkiet                 | Savkuz Dzarasov · Sovjetunionen        |
| Tokyo 1964          | Aleksandr Ivanitskij · Sovjetunionen   | Ljutvi Achmedov · Bulgarien            | Hamit Kaplan · Turkiet                 |
| Mexico City 1968    | Aleksandr Medved · Sovjetunionen       | Osman Duraliev · Bulgarien             | Wilfried Dietrich · Västtyskland       |
| München 1972        | Ivan Jarigin · Sovjetunionen           | Khorloogiin Bayanmönkh · Mongoliet     | József Csatári · Ungern                |
| Montréal 1976       | Ivan Jarigin · Sovjetunionen           | Russell Hellickson · USA               | Dimo Kostov · Bulgarien                |
| Moskva 1980         | Illja Mate · Sovjetunionen             | Slavtjo Tjervenkov · Bulgarien         | Július Strnisko · Tjeckoslovakien      |
| Los Angeles 1984    | Lou Banach · USA                       | Joseph Atiyeh · Syrien                 | Vasile Pușcașu · Rumänien              |
| Seoul 1988          | Vasile Pușcașu · Rumänien              | Leri Chabelov · Sovjetunionen          | William Scherr · USA                   |
| Barcelona 1992      | Leri Chabelov · OSS                    | Heiko Balz · Tyskland                  | Ali Kayalı · Turkiet                   |
| Atlanta 1996        | Kurt Angle · USA                       | Abbas Jadidi · Iran                    | Arawat Sabejew · Tyskland              |
| Sydney 2000         | Sagid Murtazaljev · Ryssland           | Islam Bajramukov · Kazakstan           | Eldar Kurtanidze · Georgien            |
| Athen 2004          | Chadzjimurat Gatsalov · Ryssland       | Magomed Ibragimov · Uzbekistan         | Alireza Heidari · Iran                 |
| Peking 2008         | Sjirvani Muradov · Ryssland            | Tajmuraz Tigijev · Kazakstan           | Giorgi Gogsjelidze · Georgien          |
| Peking 2008         | Sjirvani Muradov · Ryssland            | Tajmuraz Tigijev · Kazakstan           | Xetaq Qazyumov · Azerbajdzjan          |
| London 2012         | Jake Varner (USA)                      | Valerii Andriitsev (UKR)               | Giorgi Gogsjelidze (GEO)               |
| London 2012         | Jake Varner (USA)                      | Valerii Andriitsev (UKR)               | Xetaq Qazyumov (AZE)                   |
| Rio de Janeiro 2016 | Kyle Snyder (USA)                      | Xetaq Qazyumov (AZE)                   | Albert Saritov (ROU)                   |
| Rio de Janeiro 2016 | Kyle Snyder (USA)                      | Xetaq Qazyumov (AZE)                   | Magomed Ibragimov (UZB)                |

#### Supertungvikt
- +100 kg  (1972–1984)
- -130 kg (1988–2000)
- -120 kg (2004–idag)

| Klass               | Guld                                | Silver                         | Brons                          |
| München 1972        | Aleksandr Medved · Sovjetunionen    | Osman Duraliev · Bulgarien     | Chris Taylor · USA             |
| Montréal 1976       | Soslan Andijev · Sovjetunionen      | József Balla · Ungern          | Ladislau Şimon · Rumänien      |
| Moskva 1980         | Soslan Andijev · Sovjetunionen      | József Balla · Ungern          | Adam Sandurski · Polen         |
| Los Angeles 1984    | Bruce Baumgartner · USA             | Robert Molle · Kanada          | Ayhan Taşkin · Turkiet         |
| Seoul 1988          | David Gobezjisjvili · Sovjetunionen | Bruce Baumgartner · USA        | Andreas Schröder · Östtyskland |
| Barcelona 1992      | Bruce Baumgartner · USA             | Jeffrey Thue · Kanada          | David Gobezjisjvili · OSS      |
| Atlanta 1996        | Mahmut Demir · Turkiet              | Aleksei Medvedev · Vitryssland | Bruce Baumgartner · USA        |
| Sydney 2000         | David Musuľbes · Ryssland           | Artur Tajmazov · Uzbekistan    | Alexis Rodríguez · Kuba        |
| Athen 2004          | Artur Tajmazov · Uzbekistan         | Alireza Rezaei · Iran          | Aydın Polatçı · Turkiet        |
| Peking 2008         | Artur Tajmazov · Uzbekistan         | Bakhtiyar Akhmedov · Ryssland  | David Musuľbes · Slovakien     |
| Peking 2008         | Artur Tajmazov · Uzbekistan         | Bakhtiyar Akhmedov · Ryssland  | Marid Mutalimov · Kazakstan    |
| London 2012         | Artur Tajmazov (UZB)                | Davit Modzmanasjvili (GEO)     | Komeil Ghasemi (IRI)           |
| London 2012         | Artur Tajmazov (UZB)                | Davit Modzmanasjvili (GEO)     | Biljal Machov (RUS)            |
| Rio de Janeiro 2016 | Taha Akgül (TUR)                    | Komeil Ghasemi (IRI)           | Geno Petriashvili (GEO)        |
| Rio de Janeiro 2016 | Taha Akgül (TUR)                    | Komeil Ghasemi (IRI)           | Ibrahim Saidau (BLR)           |

### Damer

#### Flugvikt
- -48 kg (2004–idag)

| Klass               | Guld                    | Silver               | Brons                         |
| Athen 2004          | Iryna Merleni · Ukraina | Chiharu Icho · Japan | Patricia Miranda · USA        |
| Peking 2008         | Carol Huynh · Kanada    | Chiharu Icho · Japan | Marija Stadnik · Azerbajdzjan |
| Peking 2008         | Carol Huynh · Kanada    | Chiharu Icho · Japan | Iryna Merleni · Ukraina       |
| London 2012         | Hitomi Obara (JPN)      | Marija Stadnik (AZE) | Clarissa Chun (USA)           |
| London 2012         | Hitomi Obara (JPN)      | Marija Stadnik (AZE) | Carol Huynh (CAN)             |
| Rio de Janeiro 2016 | Eri Tosaka (JPN)        | Marija Stadnik (AZE) | Sun Yanan (CHN)               |
| Rio de Janeiro 2016 | Eri Tosaka (JPN)        | Marija Stadnik (AZE) | Elitsa Yankova (BUL)          |

#### Fjädervikt
| Klass               | Guld                 | Silver              | Brons                   |
| Rio de Janeiro 2016 | Helen Maroulis (USA) | Saori Yoshida (JPN) | Sofia Mattsson (SWE)    |
| Rio de Janeiro 2016 | Helen Maroulis (USA) | Saori Yoshida (JPN) | Natalija Sinisjin (AZE) |

#### Lättvikt
- -55 kg (2004–idag)

| Klass               | Guld                  | Silver                 | Brons                         |
| Athen 2004          | Saori Yoshida · Japan | Tonya Verbeek · Kanada | Anna Gomis · Frankrike        |
| Peking 2008         | Saori Yoshida · Japan | Xu Li · Kina           | Tonya Verbeek · Kanada        |
| Peking 2008         | Saori Yoshida · Japan | Xu Li · Kina           | Jackeline Rentería · Colombia |
| London 2012         | Saori Yoshida (JPN)   | Tonya Verbeek (CAN)    | Jackeline Rentería (COL)      |
| London 2012         | Saori Yoshida (JPN)   | Tonya Verbeek (CAN)    | Julija Ratkevitj (AZE)        |
| Rio de Janeiro 2016 | Kaori Icho (JPN)      | Valerija Koblova (RUS) | Sakshi Malik (IND)            |
| Rio de Janeiro 2016 | Kaori Icho (JPN)      | Valerija Koblova (RUS) | Marwa Amri (TUN)              |

#### Mellanvikt
- -63 kg (2004–idag)

| Klass               | Guld               | Silver                       | Brons                            |
| Athen 2004          | Kaori Icho · Japan | Sara McMann · USA            | Lise Legrand · Frankrike         |
| Peking 2008         | Kaori Icho · Japan | Aljona Kartasjova · Ryssland | Jelena Sjalygina · Kazakstan     |
| Peking 2008         | Kaori Icho · Japan | Aljona Kartasjova · Ryssland | Randi Miller · USA               |
| London 2012         | Kaori Icho (JPN)   | Jing Ruixue (CHN)            | Ljubov Volosova (RUS)            |
| London 2012         | Kaori Icho (JPN)   | Jing Ruixue (CHN)            | Sorondzonboldyn Battsetseg (MGL) |
| Rio de Janeiro 2016 | Risako Kawai (JPN) | Marjia Mamasjuk (BLR)        | Monika Michalik (POL)            |
| Rio de Janeiro 2016 | Risako Kawai (JPN) | Marjia Mamasjuk (BLR)        | Jekaterina Larionova (KAZ)       |

#### Lätt tungvikt
- -72 kg (2004–idag)

| Klass               | Guld             | Silver                  | Brons                  |
| Rio de Janeiro 2016 | Sara Dosho (JPN) | Natalja Vorobjova (RUS) | Jenny Fransson (SWE)   |
| Rio de Janeiro 2016 | Sara Dosho (JPN) | Natalja Vorobjova (RUS) | Elmira Syzdykova (KAZ) |

#### Tungvikt
- -72 kg (2004–idag)

| Klass               | Guld                    | Silver                      | Brons                       |
| Detaljer...         | Wang Xu · Kina          | Gjuzel Manjurova · Ryssland | Kyoko Hamaguchi · Japan     |
| Detaljer...         | Wang Jiao · Kina        | Stanka Zlateva · Bulgarien  | Kyoko Hamaguchi · Japan     |
| Detaljer...         | Wang Jiao · Kina        | Stanka Zlateva · Bulgarien  | Agnieszka Wieszczek · Polen |
| London 2012         | Natalja Vorobjova (RUS) | Stanka Zlateva (BUL)        | Gjuzel Manjurova (KAZ)      |
| London 2012         | Natalja Vorobjova (RUS) | Stanka Zlateva (BUL)        | Maider Unda (ESP)           |
| Rio de Janeiro 2016 | Erica Wiebe (CAN)       | Gjuzel Manjurova (KAZ)      | Jekaterina Bukina (RUS)     |
| Rio de Janeiro 2016 | Erica Wiebe (CAN)       | Gjuzel Manjurova (KAZ)      | Zhang Fengliu (CHN)         |

## Tidigare program

### Herrar

#### Lätt flugvikt
- -47.6 kg (1904)
- -48 kg (1972–1996)

| Klass            | Guld                                   | Silver                                 | Brons                                  |
| St Louis 1904    | Robert Curry · USA                     | John Hein · USA                        | Gustav Thiefenthaler · USA             |
| 1908-1968        | Ingick inte i det olympiska programmet | Ingick inte i det olympiska programmet | Ingick inte i det olympiska programmet |
| München 1972     | Roman Dmitrijev · Sovjetunionen        | Ognjan Nikolov · Bulgarien             | Ebrahim Javadi · Iran                  |
| Montréal 1976    | Khasan Isaev · Bulgarien               | Roman Dmitrijev · Sovjetunionen        | Akira Kudo · Japan                     |
| Moskva 1980      | Claudio Pollio Italien                 | Jang Se-Hong · Nordkorea               | Sergej Kornilajev · Sovjetunionen      |
| Los Angeles 1984 | Bobby Weaver · USA                     | Takashi Irie · Japan                   | Son Gab-Do · Sydkorea                  |
| Seoul 1988       | Takashi Kobayashi · Japan              | Ivan Tzonov · Bulgarien                | Sergej Karamtjakov · Sovjetunionen     |
| Barcelona 1992   | Kim Il · Nordkorea                     | Kim Jong-Shin · Sydkorea               | Vougar Oroudjov · OSS                  |
| Atlanta 1996     | Kim Il · Nordkorea                     | Armen Mkertchian · Armenien            | Alexis Vila · Kuba                     |

#### Flugvikt
- -52.16 kg (1904)
- -52 kg (1948–1996)
- -54 kg (2000)

| Klass            | Guld                                   | Silver                                 | Brons                                  |
| St Louis 1904    | George Mehnert · USA                   | Gustave Bauer · USA                    | William Nelson · USA                   |
| 1908-1936        | Ingick inte i det olympiska programmet | Ingick inte i det olympiska programmet | Ingick inte i det olympiska programmet |
| London 1948      | Lenni Viitala · Finland                | Halit Balamir · Turkiet                | Thure Johansson · Sverige              |
| Helsingfors 1952 | Hasan Gemici · Turkiet                 | Yushu Kitano · Japan                   | Mahmoud Mollaghasemi · Iran            |
| Melbourne 1956   | Mirian Tsalkalamanidze · Sovjetunionen | Mohammad Ali Khojastehpour · Iran      | Hüseyin Akbaş · Turkiet                |
| Rom 1960         | Ahmet Bilek · Turkiet                  | Masayuki Matsubara · Japan             | Ebrahim Seifpour · Iran                |
| Tokyo 1964       | Yoshikatsu Yoshida · Japan             | Chang Chang-Sun · Sydkorea             | Ali Akbar Heidari · Iran               |
| Mexico City 1968 | Petar Kirov · Bulgarien                | Vladimir Bakulin · Sovjetunionen       | Miroslav Zeman · Tjeckoslovakien       |
| München 1972     | Petar Kirov · Bulgarien                | Arsen Alachverdijev · Sovjetunionen    | Kim Gwong-Hyong · Nordkorea            |
| Montréal 1976    | Yuji Takada · Japan                    | Aleksandr Ivanov · Sovjetunionen       | Jeon Hae-Sup · Sydkorea                |
| Moskva 1980      | Anatolij Beloglazov · Sovjetunionen    | Władysław Stecyk · Polen               | Nermedin Selimov · Bulgarien           |
| Los Angeles 1984 | Šaban Trstena · Jugoslavien            | Kim Jong-Kyu · Sydkorea                | Yuji Takada · Japan                    |
| Seoul 1988       | Mitsuru Sato · Japan                   | Šaban Trstena · Jugoslavien            | Vladimir Toguzov · Sovjetunionen       |
| Barcelona 1992   | Li Hak-Son · Nordkorea                 | Zeke Jones · USA                       | Valentin Jordanov · Bulgarien          |
| Atlanta 1996     | Valentin Jordanov · Bulgarien          | Namiq Abdullayev · Azerbajdzjan        | Maulen Mamyrov · Kazakstan             |
| Sydney 2000      | Namiq Abdullayev · Azerbajdzjan        | Sammie Henson · USA                    | Amiran Kardanof · Grekland             |

#### Bantamvikt
- -56.70 kg (1904)
- -54 kg (1908)
- -56 kg (1924–1936)
- -57 kg (1948–1996)
- -58 kg (2000)
- -55 kg (2004–idag)

| Klass            | Guld                                   | Silver                                 | Brons                                  |
| St Louis 1904    | Isidor Niflot · USA                    | August Wester · USA                    | Louis Strebler · USA                   |
| London 1908      | George Mehnert · USA                   | William Press · Storbritannien         | Aubert Coté · Kanada                   |
| Stockholm 1912   | Ingick inte i det olympiska programmet | Ingick inte i det olympiska programmet | Ingick inte i det olympiska programmet |
| Antwerpen 1920   | Ingick inte i det olympiska programmet | Ingick inte i det olympiska programmet | Ingick inte i det olympiska programmet |
| Paris 1924       | Kustaa Pihlajamäki · Finland           | Kaarlo Mäkinen · Finland               | Bryan Hines · USA                      |
| Amsterdam 1928   | Kaarlo Mäkinen · Finland               | Edmond Spapen · Belgien                | James Trifunov · Kanada                |
| Los Angeles 1932 | Robert Pearce · USA                    | Ödön Zombori · Ungern                  | Aatos Jaskari · Finland                |
| Berlin 1936      | Ödön Zombori · Ungern                  | Ross Flood · USA                       | Johannes Herbert · Tyskland            |
| London 1948      | Nasuh Akar · Turkiet                   | Gerald Leeman · USA                    | Charles Kouyos · Frankrike             |
| Helsingfors 1952 | Shohachi Ishii · Japan                 | Rashid Mamedbekov · Sovjetunionen      | Khashaba Dadasaheb Jadhav · Indien     |
| Melbourne 1956   | Mustafa Dağıstanlı · Turkiet           | Mehdi Yaghoubi · Iran                  | Michail Sjachov · Sovjetunionen        |
| Rom 1960         | Terrence McCann · USA                  | Nezjdet Zalev · Bulgarien              | Tadeusz Trojanowski · Bulgarien        |
| Tokyo 1964       | Yojiro Uetake · Japan                  | Hüseyin Akbas · Turkiet                | Aydin Ibrahimov · Sovjetunionen        |
| Mexico City 1968 | Yojiro Uetake · Japan                  | Donald Behm · USA                      | Aboutaleb Talebi · Iran                |
| München          | Hideaki Yanagida · Japan               | Richard Sanders · USA                  | László Klinga · Ungern                 |
| Montréal 1976    | Vladimir Jumin · Sovjetunionen         | Hans-Dieter Brüchert · Östtyskland     | Masao Arai · Japan                     |
| Moskva 1980      | Sergej Beloglazov · Sovjetunionen      | Li Ho-Pyong · Nordkorea                | Dugarsürengiin Oyuunbold · Mongoliet   |
| Los Angeles 1984 | Hideaki Tomiyama · Japan               | Barry Davis · USA                      | Kim Eui-Kon · Sydkorea                 |
| Seoul 1988       | Sergej Beloglazov · Sovjetunionen      | Askari Mohammadian · Iran              | Noh Kyung-Sun · Sydkorea               |
| Barcelona 1992   | Alejandro Puerto · Kuba                | Sergei Smal · OSS                      | Kim Yong-Sik · Nordkorea               |
| Atlanta 1996     | Kendall Cross · USA                    | Guivi Sissaouri · Kanada               | Ri Yong-Sam · Nordkorea                |
| Sydney 2000      | Alireza Dabir · Iran                   | Jevhen Buslovytj · Ukraina             | Terry Brands · USA                     |
| Athen 2004       | Mavlet Batirov · Ryssland              | Stephen Abas · USA                     | Chikara Tanabe · Japan                 |
| Peking 2008      | Henry Cejudo · USA                     | Tomohiro Matsunaga · Japan             | Besik Kuduchov · Ryssland              |
| Peking 2008      | Henry Cejudo · USA                     | Tomohiro Matsunaga · Japan             | Radoslav Velikov · Bulgarien           |
| London 2012      | Dzjamal Otarsultanov (RUS)             | Vladimer Chintjegasjvili (GEO)         | Yang Kyong-Il (PRK)                    |
| London 2012      | Dzjamal Otarsultanov (RUS)             | Vladimer Chintjegasjvili (GEO)         | Shinichi Yumoto (JPN)                  |

#### Lättvikt
- -65.77 kg (1904)
- -66.6 kg (1908)
- -67.5 kg (1920–1936)
- -67 kg (1948–1960)
- -70 kg (1964–1968)
- -68 kg (1972–1996)
- -69 kg (2000)
- -66 kg (2004–Present)

| Klass            | Guld                                   | Silver                                 | Brons                                  |
| St Louis 1904    | Otto Roehm · USA                       | Rudolph Tesing · USA                   | Albert Zirkel · USA                    |
| London 1908      | George de Relwyskow · Storbritannien   | William Wood · Storbritannien          | Albert Gingell · Storbritannien        |
| Stockholm 1912   | Ingick inte i det olympiska programmet | Ingick inte i det olympiska programmet | Ingick inte i det olympiska programmet |
| Antwerpen 1920   | Kalle Anttila · Finland                | Gottfrid Svensson · Sverige            | Peter Wright · Storbritannien          |
| Paris 1924       | Russell Vis · USA                      | Volmar Wikström · Finland              | Arvo Haavisto · Finland                |
| Amsterdam 1928   | Osvald Käpp · Estland                  | Charles Pacôme · Frankrike             | Eino Augusti Leino · Finland           |
| Los Angeles 1932 | Charles Pacôme · Frankrike             | Károly Kárpáti · Ungern                | Gustaf Klarén · Sverige                |
| Berlin 1936      | Károly Kárpáti · Ungern                | Wolfgang Ehrl · Tyskland               | Hermanni Pihlajamäki · Finland         |
| London 1948      | Celal Atik · Turkiet                   | Gösta Frändfors · Sverige              | Hermann Baumann · Schweiz              |
| Helsingfors 1952 | Olle Anderberg · Sverige               | Jay Thomas Evans · USA                 | Jahanbakht Towfigh · Iran              |
| Melbourne 1956   | Emam-Ali Habibi · Iran                 | Shigeru Kasahara · Japan               | Alimbeg Bestajev · Sovjetunionen       |
| Rom 1960         | Shelby Wilson · USA                    | Vladimir Sinjavskij · Sovjetunionen    | Enju Valtjev · Bulgarien               |
| Tokyo 1964       | Enju Valtjev · Bulgarien               | Klaus Rost · Tyskland                  | Iwao Horiuchi · Japan                  |
| Mexico City 1968 | Abdollah Movahed · Iran                | Enju Valtjev · Bulgarien               | Danzandarjaagiin Sereeter · Mongoliet  |
| München 1972     | Dan Gable · USA                        | Kikuo Wada · Japan                     | Ruslan Asjuralijev · Sovjetunionen     |
| Montréal 1976    | Pavel Pinigin · Sovjetunionen          | Lloyd Keaser · USA                     | Yasaburo Sugawara · Japan              |
| Moskva 1980      | Saipulla Absaidov · Sovjetunionen      | Ivan Yankov · Bulgarien                | Šaban Sejdi · Jugoslavien              |
| Los Angeles 1984 | You In-Tak · Sydkorea                  | Andrew Rein · USA                      | Jukka Rauhala · Finland                |
| Seoul 1988       | Arsen Fadzajev · Sovjetunionen         | Park Jang-Soon · Sydkorea              | Nate Carr · USA                        |
| Barcelona 1992   | Arsen Fadzajev · OSS                   | Valentin Getzov · Bulgarien            | Kōsei Akaishi · Japan                  |
| Atlanta 1996     | Vadim Bogijev · Ryssland               | Townsend Saunders · USA                | Zaza Zazirov · Ukraina                 |
| Sydney 2000      | Daniel Igali · Kanada                  | Arsen Gitinov · Ryssland               | Lincoln McIlravy · USA                 |
| Athen 2004       | Elbrus Tedejev · Ukraina               | Jamill Kelly · USA                     | Machatj Murtazalijev · Ryssland        |
| Peking 2008      | Ramazan Şahin · Turkiet                | Andrij Stadnik · Ukraina               | Sushil Kumar · Indien                  |
| Peking 2008      | Ramazan Şahin · Turkiet                | Andrij Stadnik · Ukraina               | Otar Tusjisjvili · Georgien            |
| London 2012      | Tatsuhiro Yonemitsu (JPN)              | Sushil Kumar (IND)                     | Akzjurek Tanatarov (KAZ)               |
| London 2012      | Tatsuhiro Yonemitsu (JPN)              | Sushil Kumar (IND)                     | Liván López (CUB)                      |